# Cassen (Landas)
Cassen (así también en occitano) es una comuna francesa y población situada en la región de Aquitania, departamento de Landas, en el distrito de Dax y cantón de Montfort-en-Chalosse.

## Etimología
El nombre de Cassen proviene del gascón Cassou, que significa roble. El camino que sube hacia la iglesia de Cassen transcurre por un bosque de esta especie forestal (robledal), que dio el nombre al pueblo.

## Demografía
La evolución del número de habitantes se conoce a través de los censos de población que desde 1793 se realizan en el municipio. A partir de 2006, el INSEE publica anualmente las poblaciones de los municipios. El censo se basa ahora en una recopilación anual de información, que afecta sucesivamente a todos los territorios municipales durante un período de cinco años. Para los municipios con menos de 10 000 habitantes, cada cinco años se realiza un censo que cubre a toda la población, estimándose las poblaciones de los años intermedios por interpolación o extrapolación. Para el municipio, en 2008 se llevó a cabo en el primer censo completo incluido en el nuevo sistema. En 2017, el municipio tenía 578 habitantes, un aumento del 1,94% en comparación con 2012 (Landas: +3,71%, Francia excluyendo Mayotte: +2,36%).
| 361 | 335 | 342 | 375 | 339 | 372 |
| Para los censos de 1962 a 1999 la población legal corresponde a la población sin duplicidades (Fuente: INSEE [Consultar]) |     |     |     |     |     |